# Ладыгино (деревня, Ивановская область)
Ладыгино — деревня в Шуйском районе Ивановской области. Входит в состав Колобовского городского поселения.

## География
Находится в южной части Ивановской области на расстоянии приблизительно 12 км на юг-юго-запад по прямой от районного центра города Шуя.

## История
В 1859 году здесь (тогда деревня Ладыгино или Фокино в составе Ковровского уезда Владимирской губернии) было учтено 38 дворов.

## Население
Постоянное население составляло 374 человека (1859 год), 62 в 2002 году (русские 97 %), 28 в 2010.